# Hettich
Hettich Unternehmensgruppe er en tysk producent af møbelbeslag. De har hovedkvarter i Kirchlengern, Westfalen.
I 2022 havde de en omsætning på 1,5 mia. euro og 8.000 ansatte.
De har datterselskaber i 24 lande.
Karl Hettich grundlagde i 1888 en metalhandelsvirksomhed i Alpirsbach (Schwarzwald).